# Взятие Пенсаколы (1719)
Взятие Пенсаколы (фр. Prise de Pensacola) — одно из событий Войны четверного альянса. Французские войска во главе с Жан-Батистом Ле Муаном де Бьенвилем осадили и заняли поселение Пенсакола в испанской колонии Флорида и удерживали его до 1726 года.
Весть об объявлении Францией войны Испании достигла французской Луизианы 19 апреля 1719 года. Губернатор Луизианы Жан-Батист Ле Муан де Бьенвиль получил приказ захватить испанский город Пенсакола, расположенный во Флориде у реки Пердидо. Французы направили военную экспедицию из Форт-Луи-де-ла-Мобил (примерно 800 солдат и 400 союзников-индейцев).

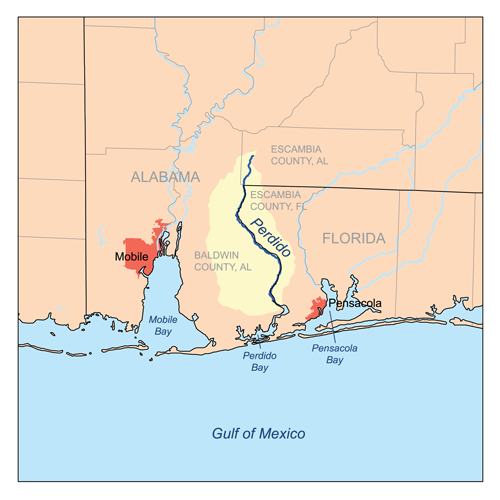
Ла Мобил (французская Луизиана) и Пенсакола (испанский Флорида) с границей по реке Пердидо между двумя империями.

12 мая французские войска высадились на острове Санта-Роза, напротив Пенсаколы, и  с помощью своих индейских союзников быстро захватили испанский форт, чей гарнизон сдался без боя с условием возвращения в Гавану. Французы погрузили испанских военнопленных на борт двух своих кораблей, чтобы доставить их на Кубу. Однако перед портом Гаваны испанцы вероломно захватили французские команды двух кораблей, когда те пришли, чтобы передать им испанских пленных.
8 августа испанский флот вместе с одним французским кораблем отправился в направлении Пенсаколы, которую без боя отбил ночью. Часть французского гарнизона, которым командовал Шатоге, сдалась. На следующий день испанские войска вышли из Пенсаколы и приступили к атаке Форт-Луи-де-ла-Мобил. Небольшой французский гарнизон форта оборонялся с помощью индейцев. Бои продолжались два дня до прибытия большого подкрепления французов (160 солдат) и индейцев (200 воинов). Французским войскам наконец удалось отбросить испанцев и заставить их отступить в сторону Флориды.
В сентябре из Франции на борту пяти кораблей под командованием Жиля-Шарля де Но, графа де Шаммеслена прибыло новое подкрепление. На военном совете было решено организовать вторую экспедицию. На этот раз командование на себя берет Бьенвиль. 17 сентября французские войска отправились морем в Пенсаколу. Первый корабль, приблизившийся к испанскому флоту, немедленно открыл огонь из всех своих орудий по испанскому флоту. Тем временем высадившиеся на сушу французы предприняли несколько атак на форт Пенсакола. После двухчасового боя испанский гарнизон вместе с губернатором Матаморой сдался, и форт попал в руки французов. В результате этой атаки с французской стороны погибло шесть человек. 360 испанских пленных на корабле были отправлены в Гавану, чтобы обменять на французских пленных предыдущей экспедиции. Французы оставались в Пенсаколе до 1726 года, когда окончательно её покинули.